# 8437 Bernicla
A 8437 Bernicla (ideiglenes jelöléssel 3057 T-1) a Naprendszer kisbolygóövében található aszteroida. Cornelis Johannes van Houten, Ingrid van Houten-Groeneveld és Tom Gehrels fedezte fel 1971. március 26-án.